# Лангвиски виадукт
Лангвиският виадукт (на немски: Langwieser Viadukt) е железопътен мост над река Плесур край градчето Лангвис в западната част на Швейцария.
Има стоманобетонна дъгова конструкция с главен отвор 100 метра и обща дължина 284 метра и по него преминава един коловоз от железопътната линия, свързваща градовете Кур и Ароза. Построен е през периода 1912 – 1914 година и става първият железопътен стоманобетонен мост в света със стометров отвор. Днес е най-големият мост на железопътната компания „Ретише Бан“.